# Tretuk
Tretuk (en arménien Տրետուք ; anciennement Inakdagh puis en 1978 Yenikend) est une communauté rurale du marz de Gegharkunik, en Arménie. Elle compte 229 habitants en 2008.